# Magia

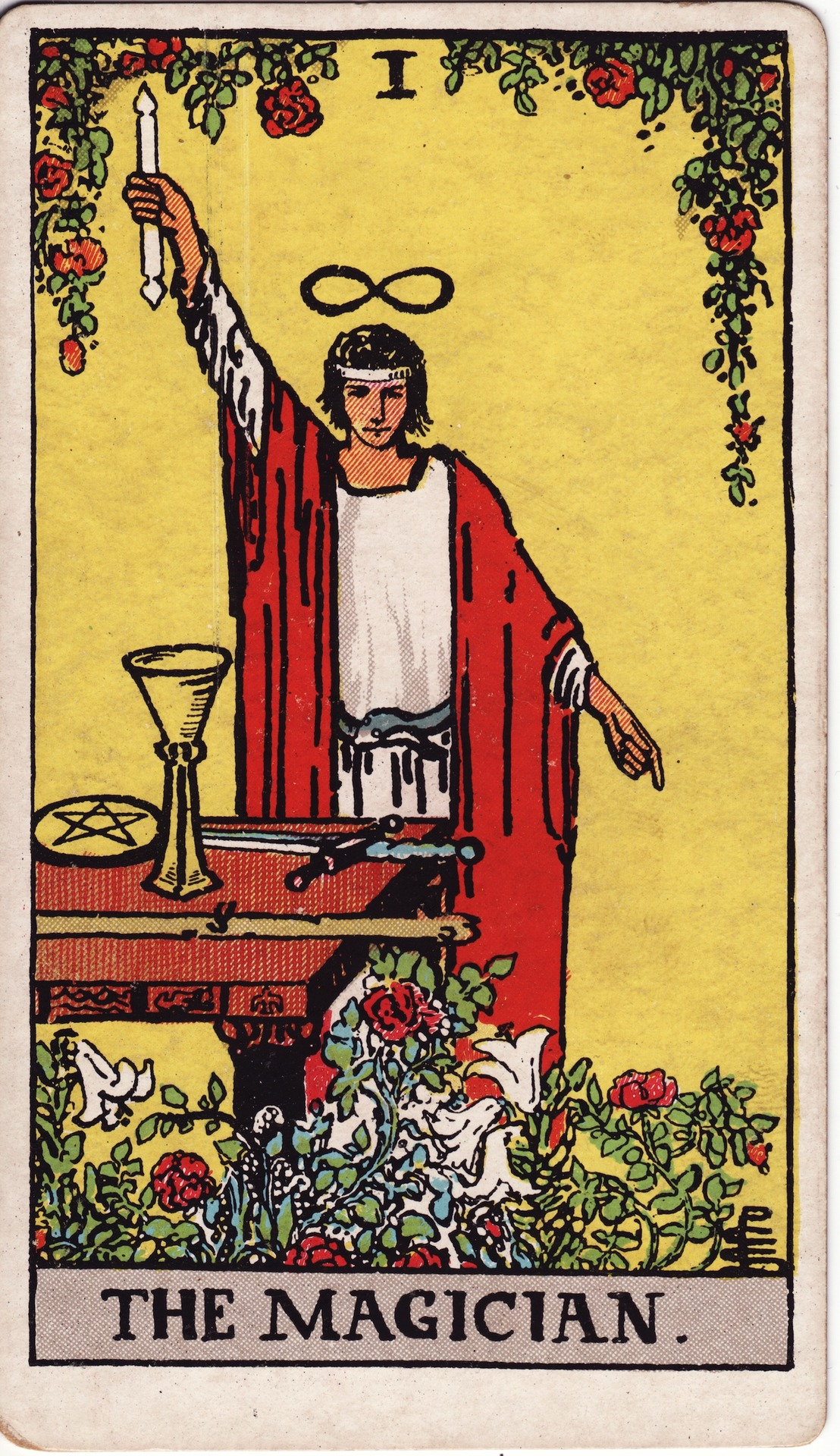
El mago en el tarot

La magia, entendida como arte o ciencia oculta, es la creencia y prácticas que buscan producir resultados sobrenaturales mediante rituales, conjuros e invocaciones.
La magia es un concepto amplio y puede tener diferentes significados dependiendo del contexto en el que se use. En términos generales, la magia se refiere a la creencia en el poder sobrenatural para producir efectos que van más allá de las leyes cotidianas de la naturaleza. El término magia también se usa para referirse al arte del ilusionismo, el cual se vale de técnicas o trucos utilizados para crear ilusiones o efectos especiales en espectáculos de entretenimiento. En resumen, la magia implica la creencia en el uso de habilidades sobrenaturales para producir efectos cuya correlación no son explicables por la ciencia o la razón.

## Etimología
Proviene del latín magīa, derivado a su vez del griego μαγεία mageia (‘cualidad de sobrenatural’), y del griego magiké (que presumiblemente se utilizaba en el término «artes mágicas» junto con la palabra tekhné, ‘artes’), el cual es el femenino de magikós (‘mágico’) que proviene de magos (‘uno de los miembros de la clase sacerdotal y erudita’).[cita requerida]
Este término proviene del antiguo persa maguš (mágush), que posiblemente proviene de una raíz protoindoeuropea *magh-, ‘ser capaz’, ‘tener la capacidad’.
Desde esa antiquísima palabra protoindoeuropea (de  mediados y fines del III milenio a. C.) se produjo también el sánscrito māiā (‘ilusión’, ‘irrealidad’, ‘engaño’, ‘fraude’, ‘truco’, ‘hechicería’, ‘brujería’), que se menciona por primera vez en el Rig-veda (el texto más antiguo de la India, de  mediados del II milenio a. C.). Esa palabra proviene de la raíz sánscrita māi (‘obrar’, ‘mover’).

## Contextualización de la magia
Inversamente a la teología, a la filosofía y a las ciencias ortodoxas que versan e importan sobre las causas, la magia, para autoformularse y autodefinirse, se define como la manifestación de la supuesta veracidad maravillante de algunos efectos que no requiere averiguar sus causas. Conocer las causas o que el efecto no sea maravilloso extingue la magia y el pensamiento mágico migra a otros tipos de pensamiento, (de los supuestos «efectos mágicos» se deriva la metonimia histórica con la medicina y la farmacología).[cita requerida]
A través de la aceptación de la existencia de la magia, se acepta implícitamente a esta como la causa abstracta o seudoabstracta del efecto mágico, como un principio o verdad primaria a partir del cual se desarrolla toda la parafernalia seudológica. Desde tiempos muy remotos, se aspira a develar, a conocer y a usar lo que presumiblemente estaría oculto a los sentidos (cognición), oculto a la percepción sensorial clásica, a la lógica, a la razón y al criterio. Estos son, como mínimo, los tres elementos esenciales a la magia genérica:
- Un «efecto» que se percibe como «maravilloso» cuya causa sea desconocida e «inexplicable» en el momento considerado.
- La magia no busca axiomas imperativos, una antonomasia de la magia es el tópico del «objeto que aparece de la nada» o por arte de magia, la magia es la causa misma.
- Entre sus atribuciones funcionales más antiguas y características (arquetipo) estaría la facultad de la adivinación, que no se debe conceptualizar junto con la profecía.[cita requerida]

La magia, en su acepción más arcaica, es disidente del axioma racional que afirmaría que el universo estaría exclusivamente gobernado por las «leyes naturales o materiales» conocidas o por conocer y habitado solo por la materia. Esta magia arcaica, con un criterio inherente de dualidad espíritu-materia, dio origen al pensamiento mágico y en el entorno de las primeras civilizaciones, a dos clasificaciones evolutivas de la magia, historialmente llamadas «magia natural» y «magias no naturales o filosofías ocultas».[cita requerida]

### Magia natural y magias no naturales o filosofías ocultas
En algún momento de la historia de la humanidad, estos dos conceptualismos de la magia comenzaron a divergir. El dramaturgo Lope de Vega, en su libro Pastores de Belén, dedicó unos párrafos para describir literariamente las diferencias de estos conceptos en la cultura de su época:[cita requerida]

«(...) La Magia natural no has de entender, que es aquella en que se consultan los infernales espíritus, con tan infame nombre como le han dado en las divinas y humanas letras (...) Los maléficos son aquellos que usan sangre, víctimas y cuerpos muertos, como la Pitonisa, que a Saúl le truxo el cuerpo de Samuel, para que le respondiere. Verdad es, que ya el nombre de Magos, se va introduciendo por los que exercitan lo que digo, como la Astrologia por abuso ha venido a ser vituperada, siendo lo mismo que la Astronomia: y a si dicen algunos que Pitágoras, Empedocles, Democrito y Platón fueron llamados Magos, a la manera de Zamolxis y Zoroastro, el hijo de Oromasco. (...)»

Magia natural: Se definieron como «la magia natural» todos los fenómenos naturales observables en los cuales interviniera o estuviera presente la materia aunque fueran inexplicables. Así fue considerada y desarrollada la astrología por los persas, cuyos artífices eran llamados «los mágicos o magos», esta devino en la astronomía. Aún en el siglo XVII, el célebre pedagogo y físico alemán Gaspar Schott (jesuita) titulaba sus textos de física (que él mismo elaboraba y luego impartía a su alumnado) «magia acústica y magia óptica» (escritos en latín), en clara alusión al recuerdo del significado etimológico arcaico de la «magia natural», frase reservada en latín para aludir a la fenomenología física todavía inexplicable científicamente en su tiempo, como la luz y el sonido.[cita requerida]
Magias no naturales, teologías o filosofías ocultas: En síntesis, una posible definición genérica sería la «idea de establecer un contacto de relación con cualquier tipo de entidad espiritual o mecanismo sobrenatural». Contactos de relación, tales como la invocación, evocación, adivinación, numerología o las cábalas, entre muchos otros. Otra clasificación subjetiva y arcaica establecería a las entidades y mecanismos sobrenaturales.[cita requerida]

### Etiologías de la magia
- Pensamiento mágico: La magia se constituye, como primera etiología, en la matriz del pensamiento mágico mediante el cual se presume la capacidad de percibir y de efectuar alteraciones físicas o psíquicas de toda índole, a voluntad o sin ella, no siempre sujetas a las leyes de la naturaleza.[cita requerida]

- Entidades materiales y espirituales: El rayo, el fuego, el sol, la oscuridad, estrellas, terremotos, espíritus o almas que habitarían el aire, el agua, bosques, cuevas, el firmamento, lugares específicos de la tierra,los bosques, etc. Se supone actualmente que durante la prehistoria, para la interacción con la «magia de la naturaleza» y con las «magias o filosofías ocultas» se habrían servido los «mágicos» de procedimientos metódicos, en ocasiones rituales, donde se usarían palabras específicas o reservadas e instrumentos dedicados, en ocasiones consagrados, a la intervención o mediación de las entidades materiales y espirituales sobrenaturales de cualquier tipo y que constituyen una segunda etiología.[cita requerida]

## La magia en la antropología

### La magia según Frazer

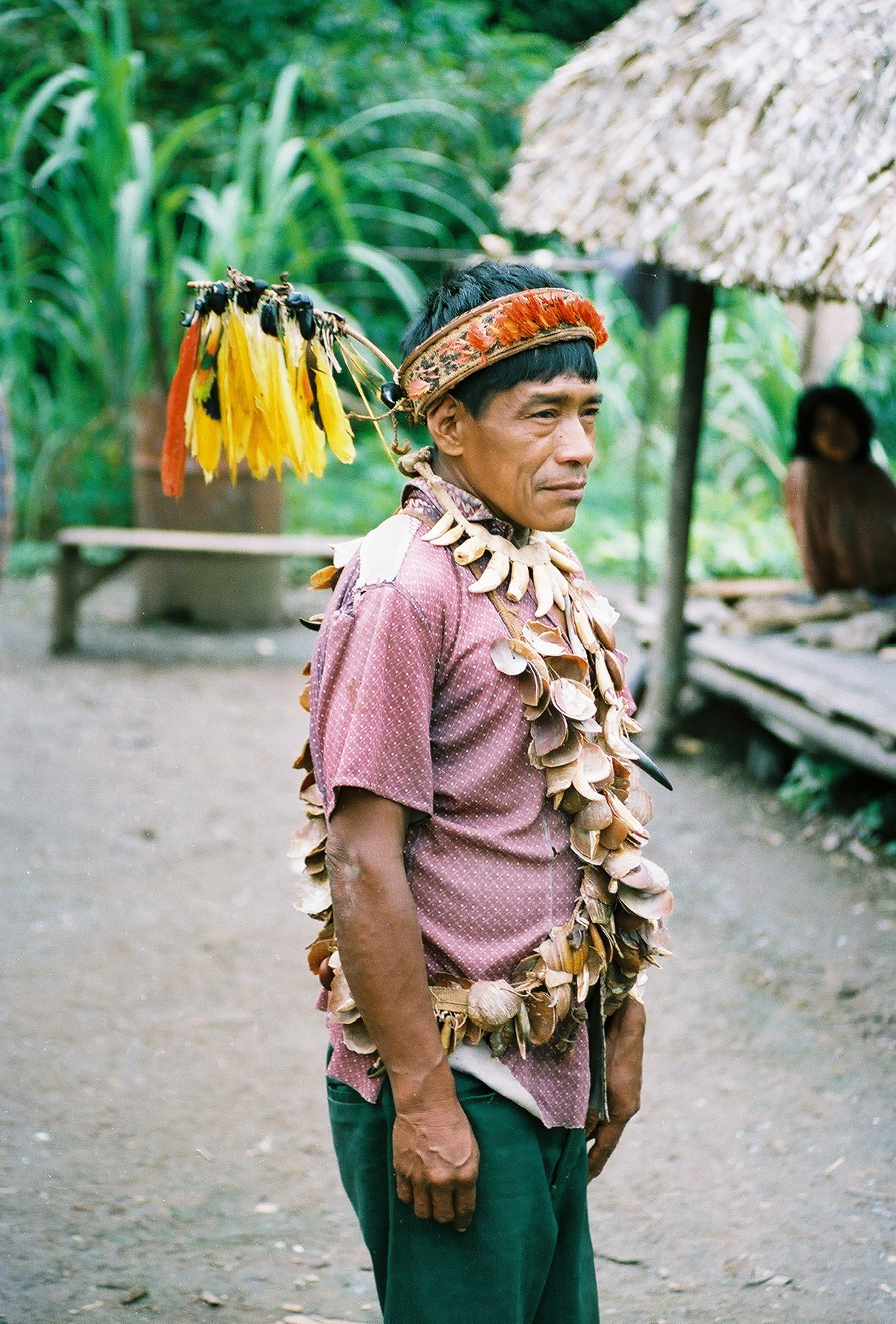
Chamán de la tribu urarina, 1988.

Según J. Frazer, el pensamiento en el que se fundamenta el concepto de la magia consiste en un conjunto de prácticas y creencias a los que individuos de una sociedad recurren para crear un beneficio o conseguir un fin, relacionándolas a su vez con cierto orden en la naturaleza, ya sea como grupo, cuando una limitante natural afecta severamente en la organización social del mismo (una sequía o la infertilidad) (hechicería), o a nivel individual, cuando se requiere, por ejemplo, deshacerse de un enemigo que amenaza la vida (tabú).
Los evolucionistas distinguieron notablemente las profesiones públicas bajo las que se constituía una u otra sociedad;
- La función del mago desempeñó en muchas sociedades un papel fundamental en la toma de decisiones importantes.
- Los consejos de mayores, distinguiéndose en general la tendencia a los consejos de mayores, quienes representaban la cabeza de gobierno de las sociedades «salvajes».

Representó un punto medular en los estudios que trataron de comprender la organización de sociedades no occidentales que contrastaban con las occidentales. Se puede dividir en dos vertientes de análisis, por los procesos mentales, según los principios abstractos en los que se basa la práctica de la magia, bajo una ley denominada de empatía.
Es por esta razón que en esta línea de pensamiento la magia es predecesora a la religión en una escala evolutiva, es decir, que la magia corresponde a un estadio de grado de evolución de ciertas sociedades consideradas salvajes y la religión a otras que se suponen con mayor grado de civilización. He ahí el interés de su estudio, que trató de comprender el punto en que la magia deja de ser tal para convertirse en religión y así marcar un avance social hacia otro estadio evolutivo.
Frazer entiende a la magia como la expresión de reglas que determinan la consecución de acontecimientos en todo el mundo, como magia teórica; y considerada como una serie de reglas que los humanos cumplirán con objeto de conseguir sus fines, como magia práctica.
Esta se divide en dos tipos, cada uno de ellos se funda bajo los principios de semejanza y contacto:
- Magia imitativa. Relacionada con que lo semejante produce lo semejante. Esto se refiere a los efectos provocados a algo o a alguien semejaran a las causas que lo provocaron, se puede abarcar desde quién usa la magia, quién la práctica, hasta con qué fines.
- Magia contaminante. Que se alude a las cosas que una vez estuvieron en contacto se actúan recíprocamente a distancia uniéndolas por siempre un lazo, después de haber sido separadas.

Para llegar a un entendimiento es necesario recurrir a ejemplos que puedan figurar dentro de estos esquemas. En La Rama Dorada de Frazer, en todo momento refiere ejemplos de sociedades exóticas, por así llamarles, que hasta cierto punto parecen estar intactas ante el mundo occidental, aunque lo cierto es que estas sociedades se encontraban ya teniendo contacto con el hombre occidental, quien se hallaba colonizando sus territorios.
Frazer considera que los principios de asociación de ideas aplicados de manera errónea producen la magia, a la que incluso considera como «hermana bastarda de la ciencia».

### La magia según Caro Baroja
Según Julio Caro Baroja la magia —como la religión en general— deriva de la "concepción primaria del mundo y de la existencia" que se caracteriza por una visión "dramática de la Naturaleza, en la que lo divino y demoníaco, el orden y el caos, el bien y el mal, se hallan en pugna constante y con una existencia ligada al hombre mismo". El humano primitivo —o mejor, primigenio— no considera la Naturaleza "en abstracto como algo impersonal, indiferente y articulado" sino que para él es "algo directo, emocional e inarticulado. Es un ser al que las personas se dirigen como en segunda persona: no es «él» («el cielo», «la tierra»), es «tú»".
La consecuencia de esta visión "dramática" o "vital" de la Naturaleza fue "que en muchos pueblos de Europa y también de otros continentes, el cielo, el firmamento azul, el día iluminado, se asociaron a la noción de un principio superior, ordenador, masculino y paternal, a la idea de una divinidad suprema en suma" —como Zeus o Júpiter del panteón grecorromano—, y en el que el sol representaba ideas tales como "fuerza, belleza, vigor, la vida en suma". Por el contrario, la luna, la noche y la tierra se asocian con un principio femenino, con la muerte y con los infiernos. La luz de la luna, a diferencia de la del sol, es fría e indirecta, muerta; durante la noche la vida se paraliza y reina la muerte; la tierra es donde residen las almas de los difuntos que aparecen por la noche y debajo de ella viven los seres del inframundo, de los infiernos, pero además es la madre de todo —principio femenino— del mismo modo que el firmamento es el padre —principio masculino—, lo que ha dado lugar al culto a diosas madres "con carácter ctónico y con carácter lunar".
Así la "concepción primaria del mundo y de la existencia" se articula en torno a dos sistemas: "uno, el que forman el Cielo de un lado como elemento masculino, expresión de la paternidad, de la autoridad superior y el otro la Tierra como elemento femenino, expresión de la maternidad y de la fecundidad. El otro sistema es el que constituye el Sol y el Día como Vida, como Fuerza, como Bien y la Luna y la Noche como Muerte y como Mal; como elemento femenino, asimismo, pero no tan fecundo como la Tierra". En estos dos sistemas quedan encuadrados no solo los fenómenos físicos, sino también los hechos morales, porque "solo un pensamiento analítico llega a separar al fin lo natural de los moral de modo absoluto".

### Magia y religión
Según Caro Baroja, durante mucho tiempo se sostuvo la tesis de que el pensamiento mágico era más antiguo o primitivo que el pensamiento religioso y que los procedimientos mágicos (benéficos o maléficos) "eran anteriores, en conjunto, a los procedimientos propios de las sociedades con una religión organizada y con ritos adecuados para impetrar el favor de la Divinidad o de las divinidades. Del conjuro con que se expresan la voluntad y el deseo... se pasó a la oración, que implica acatamiento y vasallaje". Frazier fue el autor que acabó de perfilar esta teoría, aunque era consciente de que los hechos que se reputaban como mágicos muy a menudo se daban asociados a los considerados como religiosos. En ese caso daba por sentado que los primeros correspondían a una fase diferente y anterior a la de los segundos.
Frazer consideraba que el primer golpe que transformó a la humanidad, para desistir de la magia como regla de fe y práctica, fue reconocer «su impotencia para manejar a placer ciertas fuerzas naturales que hasta entonces se habían supuesto dentro de su mandato».[cita requerida]
Dentro de esta concepción es posible entender que la inteligencia de las personas comenzaba a percibir que la práctica de la magia no producía precisamente los resultados esperados, que con anterioridad significaban una realidad.
A esto le siguió un largo período de un pensamiento reflexivo que hizo la transición hacia la religión de manera gradual, por el mayor conocimiento de las fuerzas con un poder superior al del humano y el desarrollo del conocimiento. Frazer concluyó que el paso definitivo de la magia a la religión se da en «la confesión de la entera y absoluta dependencia del humano con respecto a lo divino»,[cita requerida] culmina con la sumisión del humano ante la inmensidad del universo.
Julio Caro Baroja afirma, por el contrario, que religión y magia en el mundo antiguo formaban parte de un único sistema. Señala que a Frazer y a sus continuadores ya les resultó muy difícil "separar lo estrictamente mágico de lo religioso, en sistemas tales como el de la religión de los egipcios, caldeos y otros pueblos antiguos. Y lo que se deducía a la postre de su inmensa colección de datos y de otras colecciones parecidas era que no solamente los ritos religiosos estaban unidos con enorme frecuencia a los actos mágicos, sino que también cada grupo de creencias religiosas contaba con su Magia particular". Para respaldar su afirmación Caro Baroja demuestra que la magia y la religión en Grecia y en Roma formaban parte de un único sistema.
Caro Baroja concluye:

Creo que solo un abuso de método es el que ha convertido a la Magia en conjunto (y a la Magia clásica en particular) en materia que puede quedar totalmente al margen o solo circunstancialmente adherida a la Religión, susceptible, por tanto, de estudio aislado. La realidad es que una y otra han estado unidas de modo mucho más estrecho de que se da entender aun en la generalidad de los tratados y así resulta que los campos de acción de una y otra se interferían. Podemos admitir, sí, en bloque, que el campo en el que opera más el pensamiento mágico es el campo del deseo y de la voluntad que ha roto otros vínculos, y que en tanto en cuanto la mente humana se somete de modo fundamental a ideas de acatamiento, agradecimiento y sumisión, sigue dentro del campo de los sentimientos religiosos.

Ahora bien, en un caso u otro, dentro de la vida práctica, entre el sujeto que desea una cosa, buena o mala, incitado por odio o amor y el objeto de su deseo, suele interferirse con frecuencia un tercer elemento que, en unos casos, es esencialmente mago o hechicero y en otros sacerdote. Uno conjura, el otro normalmente ora y sacrifica. Pero a veces también, el sacerdote recurre a prácticas mágicas, a conjuros y el mago a oraciones y sacrificios. [...] A veces, también se combinan un conjuro y una oración, o se suceden. La fluidez de los pensamientos y de las emociones impide dar, pues, valor decisivo a toda separación rígida y formalista de los hechos mágicos y religiosos... Impide también establecer un orden sucesorio cronológico que permita decir que, siempre, un procedimiento (el mágico, por ejemplo) es anterior a otro (el religioso) o viceversa.

## Historia de la magia
La evidencia más antigua de pensamiento mágico que se conoce se encuentran en las pinturas rupestres halladas en cuevas como la de Lascaux, en el sudoeste de  Francia La relación entre estas pinturas y la magia fue señalada por primera vez en 1865 por el antropólogo Edward Burnnett Tylor. Por su parte el arqueólogo francés Abbé Breuil describió estas pinturas como "magia de caza", ya que proporcionaban "poder sobre la presa". Estas pinturas se encuentran en lugares recónditos a los que es difícil acceder, por lo que las pinturas rupestres se han interpretado como una forma de conexión con otro mundo secreto. En este sentido, son signos de un chamanismo temprano. Por lo que se puede conjeturar que la magia es algo arraigado históricamente al ser humano.
El término magia deriva de magi, uno de los elementos religiosos incorporados por los magos en la antigua Babilonia.  En el antiguo Egipto el mago "hekai"   palabra que procede de "heka", "poder mágico o activación del alma", era la persona encargada de la administración y el ejercicio de la magia, muchos de ellos eran sacerdotes sais.
El hijo de Ramsés II , Setna Khaemuaset, sumo sacerdote, tenía fama de gran mago. En el  papiro Westcar, el sacerdote-lector, personaje principal de la narración, es un gran mago. 
Hubo magos en Roma,  donde Zatchlas es un mago al que se le atribuye la resurrección de un muerto; en Grecia y en casi todo el mundo occidental y oriental de la Antigüedad, cuando la magia o hechicería populares estaban relacionadas con antiguos ritos de fertilidad e iniciación en el conocimiento en los pueblos llamados bárbaros, principalmente los chinos.
La magia y la hechicería estaban ligadas también a las creencias de pueblos orientales muy antiguos, en los que el mago o brujo era a la vez un sanador y un conocedor del mundo invisible de los espíritus y desempeñaba un papel preponderante en la comunidad.
En Grecia y Roma los adivinos y magos no tenían ya nada que ver con los chamanes, aunque eran consultados sobre todo por los poderes de adivinación de los que se creía estaban dotados.
En la Europa medieval la magia estuvo relacionada con la alquimia y la astrología, actividades ocultas consideradas demoníacas por la Iglesia católica y órdenes protestantismo, y que fueron objeto de persecución especialmente durante la Baja Edad Media y la Era Moderna. Unas 500.000 personas [cita requerida] resultaron procesadas y gran parte ejecutadas por tribunales civiles y religiosos, acusadas de brujería, a lo largo de casi cinco siglos. 
Debe señalarse que ninguna de las grandes religiones acepta las prácticas de la magia (sí consideran que la magia existe como tal), tampoco otras creencias cristianas. En lo que respecta a las religiones judeocristianas en particular, se encuentran bastantes referencias negativas a los magos en el Antiguo y Nuevo Testamento aunque hayan magos célebres como La Bruja de Endor (Samuel I 28,7-14), Los Reyes Magos (Mateo 2,1-12) y los Genios (Corán, 15, 26-27).
El hermetismo (llamado la antigua ciencia en el medievo) influyó en el pensamiento del Renacimiento. Esta pseudociencia se vincula, en algunos aspectos, con el mantenimiento de antiguas creencias que, como la magia, conducían al conocimiento y manejo de las leyes espirituales del universo. En 1463, Cosme de Médici encargó la traducción de la obra de Hermes Trimegisto, que se suponía escrita en el antiguo Egipto pero que, para muchos, data de los primeros siglos de la era cristiana y que es la piedra angular del movimiento hermético o gnóstico (de gnosis, conocimiento).
La adivinación mediante el tarot fue una actividad frecuente en el nacimiento de la Era Moderna y los sistemas de símbolos desarrollados por los cartománticos para el conocimiento de la realidad presente y futura son claramente deudores de otros métodos de adivinación practicados por los magos, entre ellos la lectura del vuelo de las aves y de las entrañas de los animales sacrificados.
Prácticas de simple hechicería, adivinación, astrología, lectura de barajas y de libros oraculares como el antiquísimo I Ching de los chinos, o el alfabeto rúnico de los escandinavos, magia wiccana con las runas brujas o wicca y la magia alquímica con las runas de los sabios magia rúnica. aspectos del hinduismo, el yoga y hasta la creencia en la divinidad de civilizaciones extraterrestres y su presencia entre los humanos constituyeron desde mediados del siglo XX un conglomerado poco articulado que se conoce como movimiento de la Nueva Era (en inglés New Age).

## Criterios, términos y opiniones sociales sobre la magia

### Criterios y estudios académicos hasta la actualidad
La interrelación de los mitos antiguos de las más diversas culturas, sus similitudes y relación con las religiones animistas, en las que la magia desempeñaba un papel central, fueron estudiadas por el antropólogo británico James George Frazer en su obra monumental La rama dorada. Merecieron también una amplia consideración por parte del psiquiatra Carl Jung, quien desarrolló la teoría del inconsciente colectivo.
La antropología distingue hoy día entre magia y religión, y coloca a la magia en un plano paralelo al de la evolución de las religiones.
En psiquiatría, varias enfermedades mentales y trastornos de personalidad se caracterizan por diversos grados de pensamiento mágico.

#### Términos relacionados con las magias y ocultismos
- Pseudociencia o falsa ciencia son las teorizaciones o actividades relacionadas que presentan una apariencia y lenguajes propios de la ciencia, cuya práctica y acumulación de posibles nuevos conocimientos contraviene el método científico o que no son considerados verdaderamente científicos. Este concepto es utilizado por los enfoques epistemológicos preocupados por el criterio de demarcación de la ciencia y tiene mayor consenso entre las ciencias exactas y naturales.
- Superstición es la creencia, no fundamentada, consistente en que diversas acciones voluntarias o involuntarias, como la caída de sal al suelo, pasar bajo una escalera o la llegada de un martes 13, pueden influir el presente o el futuro.

### Opiniones sociales sobre la magia en la actualidad
- El pensamiento mágico, origen de la magia, consiste en ciertas creencias de lógica indemostrable.
- La actual utilización de palabras (del lenguaje) para lograr cambios en una persona, en ocasiones incluso sin que lo sepa, es la base de muchas psicoterapias, incluyendo el psicoanálisis. Asimismo, el uso de técnicas como la sugestión, la hipnosis y la programación neurolingüística (PNL), e incluso los placebos, son herramientas de cambio conductual que en la antigüedad pudieron ser atribuidos a encantamientos, hechizos, brujería, magia, o milagros en caso de religión. También hay que mencionar los conocidos efectos de las profecías autocumplidas en las que una afirmación respecto al futuro, en forma de profecía, desencadena una serie de sucesos que terminan ocasionando lo que se había predicho. La diferencia de todas estas técnicas con la magia es la ausencia de atribución de poderes a entidades espirituales o metafísicas.
- Existe el pensamiento hoy día, que muchos inventos modernos serían magia para las sociedades primitivas, ya que en parte suplen algunas de las capacidades buscadas por los antiguos magos.
- La palabra mágico también se emplea para referirse a fenómenos que no tienen una explicación racional. Lo inexplicable puede ser «mágico». A veces para referirse a sentimientos como el amor, la felicidad o cuando ocurre algo sobre lo que no se conoce a ciencia cierta su causa, se dice que «hay magia».
- La práctica de la magia no está exenta de una actitud que permea el pensamiento y trasciende a todos los ámbitos de la vida del individuo que la practica.
- Básicamente, la praxis mágica consiste en la transacción entre el ser humano y estas potencias para dominarlas a su favor.
- La magia se refiere a las creencias metafísicas, cuyo elemento central y diferenciador es la capacidad humana de modificar la realidad sin medios estrictamente causales.
- La brujería estrictamente no es magia, aunque utiliza muchos de sus elementos.
- La magia ha sido muy perseguida en la Historia (por corrientes religiosas o sociales) y, aún hoy, contrastando sus teorías por medio del método científico. Durante algunos períodos de la Historia, una acusación de mago podía significar su encarcelamiento, tortura e incluso la muerte para el mago.[12]

## Las magias y sus clases

### Las magias «no naturales» en Europa
Desde antiguo se enunciaron y clasificaron las «magias no naturales u ocultistas». Bajo la denominación genérica de «ocultismos» se engloban las clasificaciones históricas de un elenco heterogéneo de creencias y prácticas de las doctrinas ocultas. Según el jurisconsulto Francisco Torreblanca Villalpando (siglo XVII), entre el catálogo de tipos y sus numerosos subtipos estarían:
- Adivinaciones (contendría numerosos subtipos)
- Oráculos (contendría numerosos subtipos)
- Artes cabalísticas (contendría numerosos subtipos)
- Arte Notoria
- Arte Paulina
- Augurios y auspicios
- Sortilegios, hechizos y encantamientos
- maleficios (contendría numerosos subtipos)
- Necromancias
- Piromancia, aeromancia, hidromancia y geomancia (fuego, aire, agua, tierra)
- Magia dæmoniaca (que los griegos llamaban Goecia)

Modernamente podrían ser clasificados con el eufemismo de Esoterismos ocultistas.

### Manituo la magia en América del Norte
El filólogo Pedro Estala refiere los siguientes usos y costumbres ancestrales en relación con la magia y al pensamiento mágico de diversas naciones indias, recopiladas en observaciones antropológicas hechas en la Luisiana hasta finales del siglo XVIII:

### Loschactas
«Había pensado volverme inmediatamente a la Nueva Orleans pero el deseo de conocer y examinar despacio la nación más valiente y numerosa de la Luisiana, que es la de los Chactas, me ha obligado a mudar de dictamen. (...) Esta nación puede poner en campaña 4.000 guerreros (...) Los Chactas son en extremo supersticiosos; cuando van a alguna expedición, consultan a su Manitu, y el xefe lo lleva consigo: lo exponen siempre hacia la parte por donde han de marchar al enemigo, y los guerreros le hacen la centinela. Le tienen tanta veneración, que antes de comer le dan su porción correspondiente. (...) No es deshonor ninguno entre estos el huir en las batallas, y se disculpan con que lo hicieron por un sueño que habían tenido. Es increíble el caso que hacen de los sueños: si un caudillo de una expedición dice a sus guerreros, que ha soñado que seria desgraciada la empresa, al punto se vuelven a su aldea. Luego que llegan, hacen la medicina, esto es, sus Jongleros usan de mil supersticiones, y con esto vuelven al enemigo. (...) No se les conoce ningún culto, sino el que dan a su Manitu: no se cuidan de la otra vida, y sin embargo creen en la inmortalidad del alma. Tienen mucha veneración a sus Jongleros, que como he dicho, se fingen mágicos, adivinos y médicos (...). Tienen mucha autoridad entre los demás, los consultan como a oráculos, y acuden a ellos en todas sus necesidades. Cuando enferma, un Chacta, da al Jonglero todo lo que tiene para que le haga la medicina; pero si el enfermo muere, los parientes atribuyen su muerte a la impericia o malignidad del curandero, y suelen hacerle pagar con la vida sus imposturas. Algunos de estos suelen tener conocimiento de varias plantas muy eficaces para curar las enfermedades propias de este país (...) Los Chactas temen mucho a los que se dicen hechiceros, y quando encuentran alguno de estos impostores, los matan sin ninguna formalidad. Hallándome yo en la Mobila mataron a golpes de macana a uno que se decía hechicero, porque le atribuían todas las desgracias de su nación.»

### Los alibamones
«Reconocen un Ser supremo, a quien llaman Sulbieche; habiéndoles yo preguntado qué idea tenían de la otra vida, me respondieron , que los que no hayan robado la mujer ajena, ni hayan hurtado, ni muerto a nadie, irán después de su muerte a un país en extremo fértil, donde no les faltarán mujeres ni parajes propios para la caza, y que todo lo tendrán a su disposición; pero que si por el contrario, hubieren sido locos, y se hubieren burlado del Grande Espíritu, irán á un país desagradable, lleno de espinas y abrojos, donde no habrá caza ni mujeres. (...) Entierran a sus difuntos sentados, dando por razón, que el hombre ha nacido para tener la cabeza recta hacia el cielo. (...) Le ponen una pipa y tabaco para que fume y haga la paz con las gentes del otro mundo. Cuando alguno se mata o por desesperación o por no sufrir alguna enfermedad, no le entierran y le arrojan al río, porque esto lo tienen por una cobardía (...) Por el tiempo de la cosecha, que es el mes de julio, hacen una gran fiesta: en este día solemne, que pasan sin comer, encienden el fuego nuevo para que los Jongleros hagan sus ceremonias, después se purifican y ofrecen a su Manitu las primicias de sus frutos, concluyendo el día con danzas de religión.(...)»

### Las santerías
Es de relevancia mencionar la consecuencia colonial del mestizaje, que no solo es de manera racial, como se abordaría en el punto de vista biológico, sino que ante todo responde al intercambio sociocultural.
A manera de ejemplo podemos tomar a la llamada santería que, a rasgos generales, es considerada como un conjunto de elementos que componen al catolicismo y a las tradiciones yorubas que importaron los esclavos negros capturados en Nigeria y trasladados a Cuba.
Esta conjugación de sistemas religiosos sigue siendo practicada hasta nuestros días en diversas partes de Iberoamérica, y no solo es regida por la devoción a los santos identificados con los orishas, sino que implica una jerarquía sacerdotal. Un ejemplo claro de la magia contaminante es cuando, para la iniciación de un sacerdote, le es entregada cierta cantidad de collares durante el rito, que le permitirán representar a cierta cantidad de orishas y estar en contacto con ellos a través del sacrificio de cabras u otro animal. Estas creencias y prácticas también implican que la resolución de ciertos problemas, como devolver la salud a alguien que lo solicitó, se deben a que se invocó al espíritu de sus ancestros y se llevó la ofrenda al orishá indicado. Esto es magia imitativa e implica creencias animistas.

### Magia blanca
La magia blanca, en oposición a la magia negra, busca la prosperidad del individuo y es benéfica. Este tipo de magia incluye hechizos y sortilegios de distintos tipos para mejorar las cosechas, atraer las lluvias, hierbas buenas para mantener la salud o atraer las curaciones de enfermedades, amuletos protectores y talismanes. Se recurre a ella para ahuyentar la mala suerte. Fue una magia oficial en muchas épocas históricas.

### Magia negra
El Código Teodosiano promulga, por primera vez, una ley en contra del ejercicio de la magia, en 429. En 534, el segundo Código de Justiniano prohíbe consultar a los astrólogos, magos y adivinos por ser la magia una «profesión depravada». El Concilio de Ancira o Concilio de Elvira, en 306, declara que matar a través de un conjuro es un pecado y la obra del demonio. El Concilio de Laodicea solicita, en 360, la excomunión de todo aquel que practique la brujería, la adivinación, la astrología y la magia. Es con el cristianismo que la manipulación de las fuerzas ocultas, tradicionalmente en manos masculinas - las únicas con el poder suficiente como para realizar hechizos benéficos-, pasan a ser consagradas a las manos femeninas, las únicas capacez de realizar maleficios malignos, lo que abre las puertas para que Europa entre, en la Edad Media, en la época de la caza de brujas, ya que las brujas son las únicas capaces de realizar la magia negra al haber pactado con el Diablo.

## Animismos
El animismo engloba diversas creencias en que seres personalizados sobrenaturales (o espíritus) habitan objetos animados e inanimados. Si bien dentro de esta concepción caben múltiples variantes del fenómeno.

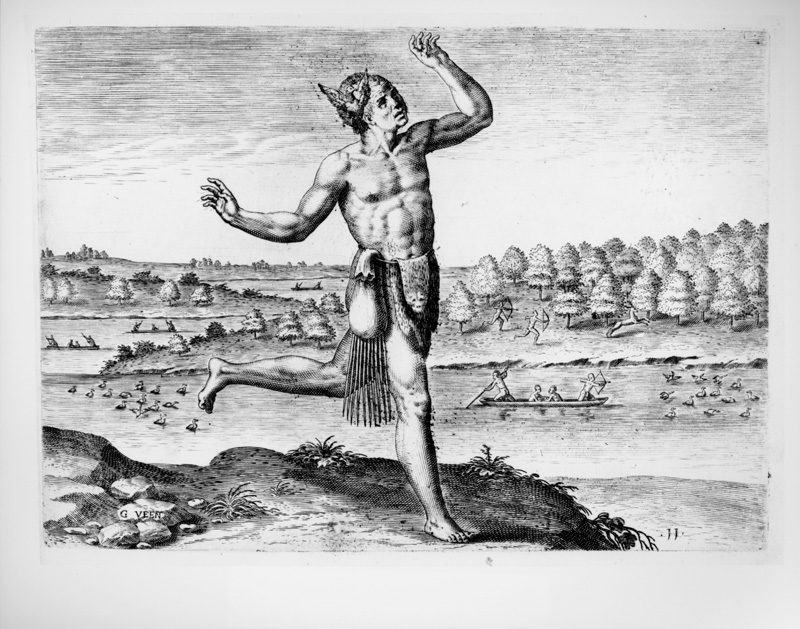
El baile de «Magos Prastigiatores» en Virginia según grabado del libro «Admiranda narratio fida tamen, de commodis et incolarvm ritibvs Virginiæ» de Theodor de Bry y Thomas Hariot.

### Chamanismo
El chamanismo o shamanismo se refiere a una clase de creencias y prácticas tradicionales similares al animismo que aseguran la capacidad de diagnosticar y de curar el sufrimiento del ser humano y, en algunas sociedades, la capacidad de causarlo.
Sistema que dio origen a diversos cultos y religiones y cuyo origen remonta a la Edad de Piedra. El chamán es una especie de curandero, con poderes mágicos especiales.

### Candomblé
Sistema semejante al Vudú popular en Brasil. Consiste en la invocación de ciertas deidades llamadas Orixás.

### Vudú
Sistema popular en Haití. Semejante al Candomblé.

### Umbanda
Fusión de las religiones afro-brasileñas, especialmente el candomblé, con el espiritismo kardecista, con predominancia de este último. Difiere del candomblé, también, por considerar varios tipos de orixás como espíritus de personas muertas.

### Quimbanda
Sistema de magia que trata de la invocación de entidades llamadas exus, pudiéndose con la ayuda de esas entidades, hacer tanto el bien como el mal.

### Wicca
Es una religión neopagana aparecida como un 'renacimiento' de la antigua religión de la brujería e iniciada por Gerald Gardner. La magia wiccana, está apoyada especialmente por antiguos manuscritos, grimorios y libros de magia ancestral, que su fundador Gerald Gardner, recopiló y estudió durante años. Poseedor de un misterioso libro de símbolos, del cual sacó gran información, que se creía perdida o destruida por la inquisición. Al igual que Gardner, muchas sacerdotisas como Patricia Crowther, estudiaron a fondo grimorios y libros de brujería sacando a la luz los símbolos mágicos de las runas brujas.La misma ha sido reformada por muchos practicantes y covens no tradicionalistas que no se sienten cómodos con las primeras enseñanzas de Gardner. Un eclecticismo, en la cual la mayoría de sus practicantes utilizan la magia cuidadosamente en auxilio de la evolución humana.
Muchos wiccanos acuden primeramente al uso de oráculos para consultar si es conveniente realizar magia en cierta situación. Como uno de sus principales medios de adivinación son las runas brujas, que a diferencia del tarot, su origen es totalmente wiccano. La magia en la Wicca se define como el arte de enviar conciencia a voluntad, en ocasiones respaldando estos pensamientos o esta fe con objetos o hierbas que representen la intención del Mago Wicca.

## Magia clásica, teosofía y nuevas magias contemporáneas
La magia contemporánea encuentra sus raíces en el trabajo de iniciados como Eliphas Levi y Papus. La Teosofía, o la moderna Teosofía, tiene como uno de sus fundadores Helena Petrovna Blavatsky, que fue a buscar a Oriente la fuente de su sistema filosófico. Este sistema no se presenta exactamente como los sistemas utilizados por los estudiosos de magia, es más, pretende transmitir el conocimiento esotérico universal que estaría contenido en todas las tradiciones filosóficas o religiosas. Blavatsky considera, por ejemplo, que todos los hombres son magos en el sentido último de la palabra, pues todos pueden utilizar el poder creador divino, sea a través del pensamiento, la palabra o la acción.

### Magia sexual
Se agrupan en la magia sexual diversos sistemas: thelemita, gnóstico, etc., que debe ser ciertamente diferenciado del Tantra con el cual guarda algunos puntos de relación. La base de estos sistemas es el concepto de que el sexo es sagrado.
La magia sexual se divide en diversos sistemas diferentes y con divergencias. Algunos de ellos derivan del sistema originalmente desarrollado por Paschal Beverly Randolph y después por Theodor Reuss en la Ordo Templi Orientis (O.T.O.) y por Aleister Crowley, por Kenneth Grant y por el artista Austin Osman Spare. Citamos entre los diversos sistemas de magia sexual:
- Ansariético: Creado por los Ansarichs o Alauitas (en inglés: Ansaireth o Ainda Nusairis) en la Siria antigua
- Eulis: Creado por Pascal Beverly Randolph, un iniciado entre los Alauitas
- Sistema de la O. T. O.: Sistema de magia sexual que guarda alguna relación con algunas ramas de Tantra Oriental
- Sistema de Fraternitas Saturni: derivado de O.T.O.
- Sistema Maatiano: Creado por disidentes de O.T.O.
- Sistema da O. T. O. A.: Derivado de O.T.O., hace uso de prácticas astrales de magia sexual
- Caos: Sistema mágico que incluye la «magia autosexual»
- Movimento Gnóstico Cristiano Universal: Sistema de magia sexual acentuadamente ascético fundado por el neo-gnóstico Samael Aun Weor
- TAO: Iglesia Tao Cristiana Universal Movimiento S.O.S de rescate interoceánico: Creado por Kelium Zeus y su hijo Samel Joab Bathor Weor.
- T.O.T.O. Corriente Thelémica Tifoniana desarrollada por Kenneth Grant.
- Zos Kia Cultus. Sistema de hechicería inventado por A.O.S.
- La Couleuvre Noire: Culto de Vodoun moderno que utiliza la magia sexual junto con la corriente ofidiana, dirigido por Michael Bertiaux.
- Sexo Dhármico: Meditación Holo-orgásmica y Eco-Tantra. Corriente contemporánea desarrollada por el autor y ocultista Yhao Hani.

### Thelema
Filosofía, culto o religión, dependiendo del punto de vista, creado por Aleister Crowley a partir del Liber AL vel Legis ('libro de la ley'). Con la recepción de ese libro se inició una nueva era, Eón de Horus, donde el ser humano se percibe como centro de su propio universo. θελημα thelema, en griego, significa voluntad.

### Samael Aun Weor
El colombiano Víctor Manuel Gómez R. (Samael Aun Weor), fundador del Movimiento Gnóstico Cristiano Universal, tomando la magia sexual como uno de los pilares fundamentales de lo que llamó «revolución de la conciencia».
Su principal característica es lo que el propio autor llama «ascética revolucionaria de la Era de Acuario».
De acuerdo con el autor, metafísicamente, su proceso consiste en «mezcla inteligente del ansia sexual con el entusiasmo espiritual». Esta consiste, en suma, en la conexión de los órganos genitales masculinos y femeninos llamados por los términos ioni y lingam (en idioma sánscrito), evitándose el orgasmo, tanto masculino como femenino, la pérdida del semen y transmutando, mediante procesos indicados en sus libros, el semen en energía, luz y conciencia.

### Ordo Templi Orientis
La Ordo Templi Orientis, fundada por Theodor Reuss y Karl Kellner al principio del siglo XX se basó inicialmente en la aplicación del tantra sexual con una estructura que recuerda a la masonería. Cuando el ocultista inglés Aleister Crowley fue admitido en esta Orden, sus rituales y filosofía básica fueron reformulados para ser interpretados y trabajados bajo la llamada ley de thelema. La O. T. O. acabó siendo el origen de diversas disidencias que adoptaron diferentes perspectivas sobre la magia. De entre las disidencias que realizan una labor considerada seria podemos citar a la Ordo Templi Orientis Antiqua (O. T. O. A.) y a la Ordo Templi Orientis Tifoniana (Typhonyan O. T. O. o TOTO).

### Magia luciférica
Sistema de Fraternitas Saturni. Es un sistema parecido al de OTO, centralizando sus prácticas en la magia sexual (en especial en las prácticas del «sendero de la izquierda») y en la magia ritualística. La diferencia principal en relación con la O.T.O. es que, en tanto esta busca la fusión individualizada con la energía creadora, como idea central, la Fraternitas Saturni busca elevar el espíritu humano a una condición de divinidad, representada por Lucifer. El sistema posee 33 grados.

### Magia enoquiana
La magia enoquiana es un sistema simbólicamente complejo, que consiste en la evocación de ángeles enokianos, descubierto por el astrólogo John Dee y por su vidente, Edward Kelley. El sistema fue posteriormente estudiado por la Aurora Dorada Golden Dawn y por Aleister Crowley.

### Magia musical
Creado por una renombrada ocultista, Juanita Wescott, estudiosa del sistema de Franz Bardon. El sistema de la magia musical hace uso del hermetismo y de la cábala.

## Un ejemplo descriptivo de la psicología, filosofía y rituales de la magia

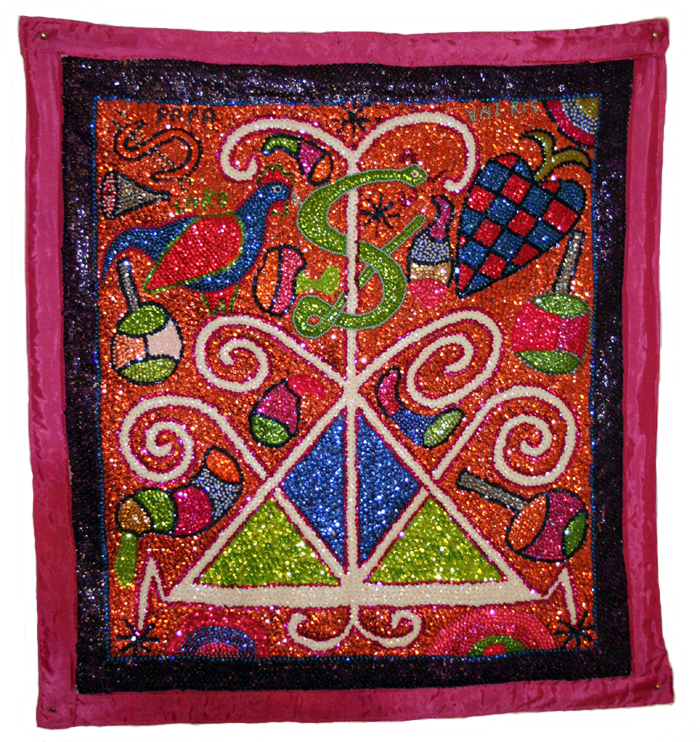
Bandera vudú.

La magia es un concepto amplio y puede tener diferentes significados dependiendo del contexto en el que se use. En términos generales, la magia se refiere a la creencia en el poder sobrenatural para producir efectos que van más allá de las leyes de la naturaleza. La magia también puede referirse a técnicas o trucos utilizados para crear ilusiones o efectos especiales en espectáculos de entretenimiento. En resumen, la magia implica la creencia o el uso de habilidades sobrenaturales para producir efectos que no son explicables por la ciencia o la razón.
La magia es un conjunto de rituales cuyo objetivo es el control de los atributos de los espíritus universales, entidades sobrenaturales. El conocimiento de la magia permite la comunicación directa (evocación) o indirecta (invocación) con una o varias deidades o fuerzas que tienen poderes sobre las leyes naturales. Los espíritus convocados durante el ritual están obligados a cumplir las peticiones del mago, siempre y cuando este conozca su nombre o el de sus atributos, o, de modo equivalente, sean representados los trazos que los describen. Los trazos equivalen en este caso al pronunciamiento de sus nombres, pronunciar su nombre o 'escribirlo' son una y la misma cosa y por tanto tienen el mismo efecto. 
En magia se emplean varios rituales que pueden clasificarse de diferente manera, sin embargo la más adecuada para acometer su explicación es la que separa los rituales por el procedimiento de exposición, pasándose entonces a diferenciar los rituales de invocación y los de evocación.

### La evocación
La evocación es un llamamiento de comparecencia de la entidad llamada, en el que el mago exige directamente a la entidad el cumplimiento de sus deseos (dentro de la 'legitimidad' del ritual), sea mediante amenazas o ruegos. El primer objetivo de un mago cuando realiza la evocación es tratar de conseguir que la entidad le revele sus atributos (poderes) así como sus trazos (signos), ya que así en lo sucesivo puede conseguir los mismos propósitos recurriendo exclusivamente a la invocación. La evocación entraña muchos riesgos ya que junto a la entidad pueden concurrir otros espíritus que no han sido convocados por el mago, o incluso comparecer antes que la entidad (o enviada por ella) y hacer creer al mago que es la entidad reclamada. Por eso, el mago debe empezar toda evocación trazando el pentagrama mágico, que lo protegerá y del que no debe salir hasta que la entidad haya sido despedida. También debe ser cauteloso en su trato con la entidad, pues siempre tenderá a engañar al mago o acceder a sus solicitudes bajo un pacto, error en el que suelen incurrir los principiantes.
Durante la evocación el mago reclama la descripción precisa para lograr sus objetivos, ya que el objetivo raramente será pedido en el momento, sino que persiguiendo la idea de repetirlo a voluntad y en el momento preciso que el mago lo requiriera, pudiera llevar a cabo sus planes. Todo el procedimiento requerido, se plasmará en un futuro en lo que supone la invocación.

### La invocación
La invocación es una petición de cumplimiento, no existe ninguna comparecencia de ninguna entidad, y formalmente se parece mucho a la fórmula que se expone en las religiones como rezos, con la diferencia de que si el ritual está correctamente formulado, se espera que efectivamente se cumpla. La invocación se exhibe a través de los amuletos, y talismanes. Tal como se ha explicado, una vez que el mago ha conseguido de la entidad una descripción precisa para conseguir sus objetivos, el mago despide a la entidad y se pondrá manos a la obra en la elaboración del talismán, una vez elaborado, un ritual más sencillo (esta es la invocación) estimula el talismán para que cobre el efecto que los signos y fórmulas grabadas en el talismán describen. en este caso el ritual son oraciones y formulaciones, donde el mago se presenta, ensalza a la entidad, le recuerda su deber y le exige dotar del efecto deseado al talismán que ha sido construido siguiendo las indicaciones que la entidad describió.

### Medios de contacto
Los rituales suelen tener dos vertientes para que el mago contacte con la entidad, y a menudo ambas subsisten a la vez, una vertiente es la pronunciación en voz alta, la otra son los grabados.
Cuando el mago usa la voz su pronunciación debe ser correcta, si no, como en cualquier otro idioma, se puede indicar una cosa en vez de la deseada, lo cual puede ser muy peligroso para el mago. Una de las cosas que un mago que desea contactar por voz con la entidad, debe hacer al principio será reclamar la enseñanza y conocimiento del idioma o lenguaje para comunicarse debidamente y sin riesgos con la entidad. 
Los grabados deben utilizar siempre, unas tintas elaboradas tal como la entidad requiere, y la precisión del trazo debe cumplirse con lo que hoy definiríamos como acorde a definiciones de topografía (importa la exactitud de la forma más que la exactitud de las medidas), así como el resto de utensilios que el mago necesita para elaborar todo cuanto requiere.

### Consagración de los utensilios del mago
Los utensilios que utiliza el mago deben estar consagrados, esto implica varias cosas: 
- Deben ser recabados (cuando son naturales como plantas) o elaborados (cuchillos, medallones, tintas) en las fechas en que rige la entidad, consideradas tanto anuales como diarias y horarias - momento del día - lo que exige por parte del mago ciertos conocimientos también de astrología.
- Antes de iniciar cada acto debe recitarse una oración en la que se pide que en el objeto o utensilio se plasmen todas las virtudes en ellos requeridas.
- Los objetos y utensilios así preparados nunca deben tener otro uso que el destinado a los rituales de magia.
- Aunque no es imprescindible se aconseja que sea el mago quien elabore todos los utensilios y recabe todos los objetos que utiliza, a fin de asegurarse la correcta observancia del resto de reglas.

### El juramento del mago
El mago cuando es asistido por un maestro se compromete a hacer un juramento y mantenerlo. El mago se ve así obligado a cumplirlo a rajatabla, ya que en su defecto se le achacan o atraen males por su incumplimiento. En la medida en que el mago toma conciencia de la realidad en sus prácticas, toma a su vez conciencia de la necesidad de cumplir su juramento.
Cada maestro puede imponer diferentes reglas o las mismas reglas con ligeras diferencias, sin embargo siempre es obligado la regla que señala que el aspirante, jamás revelará a las claras el conocimiento adquirido so pena contra su alma por la eternidad, así como tampoco revelará o tendrá por discípulo, a ningún aspirante que no sea merecedor. Por eso el maestro demora lo suficiente la revelación de los más altos secretos a fin de que pueda conocer si el aspirante será o no merecedor. Muchos de los aspirantes que han sido rechazados en algún estado de conocimientos son los que están en condiciones de practicar brujería (si fuera su deseo), es decir cualquier tipo de magia limitada en conocimientos.
La mayor dificultad del conocimiento de la magia es que para poder hacer la primera evocación donde el mago o aspirante a mago pueda evocar a la entidad deseada y conseguir sus favores consiste precisamente en que requiere conocer su nombre, trazo y ritual de evocación así como conocer en profundidad los peligros a los que se enfrenta y como protegerse frente a ellos, en virtud del juramento, implica que sin maestro cualquier aspirante podría dedicar gran parte de su vida a resolver estos enigmas por sus propios medios, sin un guía que le resuelva esas primeras dudas.
Una vez que un mago consigue satisfactoriamente evocar a una entidad, puede reclamar a la misma los conocimientos que requiera y así avanzar en su camino, siempre por supuesto, expuesto al peligro de los engaños. Incluso en ese caso, la entidad exige al adepto sin maestro un juramento de no revelación.

## Magia en la actualidad
Actualmente, en el mundo moderno, es muy común encontrar personas que aún creen en la existencia de la magia. Comúnmente se usa la idea de la magia en muchos sitios, principalmente libros, historias, cuentos, animación u otros, en los que la magia aparece como un extraordinario poder de modificar o manipular la naturaleza a voluntad propia. Así mismo, desde el siglo XIX, los espectáculos de magos e ilusionistas son una constante en las artes escénicas, donde se establece un pacto tácito entre espectadores y artistas mediante el que este "hace como que" tiene poderes sobrenaturales con los que impresiona,  mediante trucos, a una audiencia presuntamente crédula.
El día 31 de enero se declaró como el día del mago, escogido por ser la fecha en que falleció San Juan Bosco, patrón de los magos, en el año 1888 en Turín.